# Umělé světlo

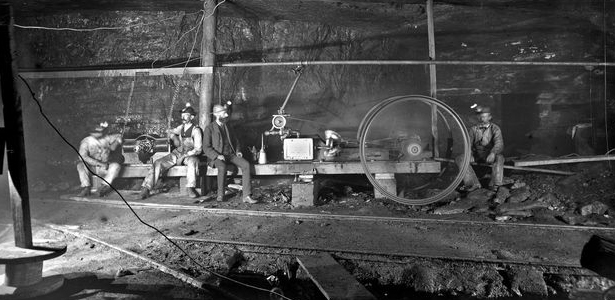
George Bretz: První fotografie horníků za použití umělého osvětlení, vpravo je dynamo sloužící k osvětlení podzemních prací v uhelném dolu Kohinoor, Pensylvánie, asi 1884

Umělé světlo ve fotografii je osvětlení, které vykazuje stálou hodnotu teploty chromatičnosti. Mezi zdroje umělého osvětlení patří například fotografický blesk, halogenová nebo obyčejná žárovka nebo různé zářivky. Pro určení teploty světelného zdroje se používá kelvinometr a měří se v kelvinech.

## Historie
Jedny z prvních fotografií s umělým osvětlením v podzemí pořídil na skleněné desky americký fotograf George Bretz asi v roce 1884 v uhelném dolu Kohinoor v městečku Shenandoah v Pensylvánii.